# 太陽の中の対決
『太陽の中の対決』（Hombre）は、1967年のアメリカ合衆国の西部劇映画。監督はマーティン・リットで、ポール・ニューマン、フレドリック・マーチ、リチャード・ブーン、ダイアン・シレントが主演した。エルモア・レナードによる1961年の小説に基づいている。

## キャスト
※括弧内は日本語吹替（初回放送1973年11月15日『木曜洋画劇場』）
- ジョン：ポール・ニューマン（新田昌玄）
- フェーバー：フレデリック・マーチ（大木民夫）
- グライムス：リチャード・ブーン（森山周一郎）
- ジェシー：ダイアン・シレント（今井和子）
- ブレーデン：キャメロン・ミッチェル（嶋俊介）
- アウドラ：バーバラ・ラッシュ（此島愛子）
- ビリー：ピーター・ラザー
- ドリス：マギー・ブライ
- ヘンリー：マーティン・バルサム
- スティーブ：スキップ・ウォード
- 悪党：フランク・シルヴェラ

## スタッフ
- 監督：マーティン・リット
- 製作：マーティン・リット、アーヴィング・ラヴェッチ
- 原作：エルモア・レナード
- 脚本：アーヴィング・ラヴェッチ、ハリエット・フランク・Jr
- 撮影：ジェームズ・ウォン・ハウ
- 音楽：デヴィッド・ローズ